# Inverso Porte
Inverso Porte era un comune sparso della provincia di Torino, soppresso nel 1928. Il suo territorio è oggi situato nel comune di San Germano Chisone.

## Geografia fisica
Il comune era situato sulle prime pendici delle Alpi Cozie, nei pressi dello sbocco della Val Chisone sulla pianura. Il suo territorio variava da una altezza minima di 436 m s.l.m. a una massima di 1.325 m s.l.m.. Era bagnato da due rii, Turmilla e Civrino, entrambi affluenti in destra idrografica del Chisone.

## Storia

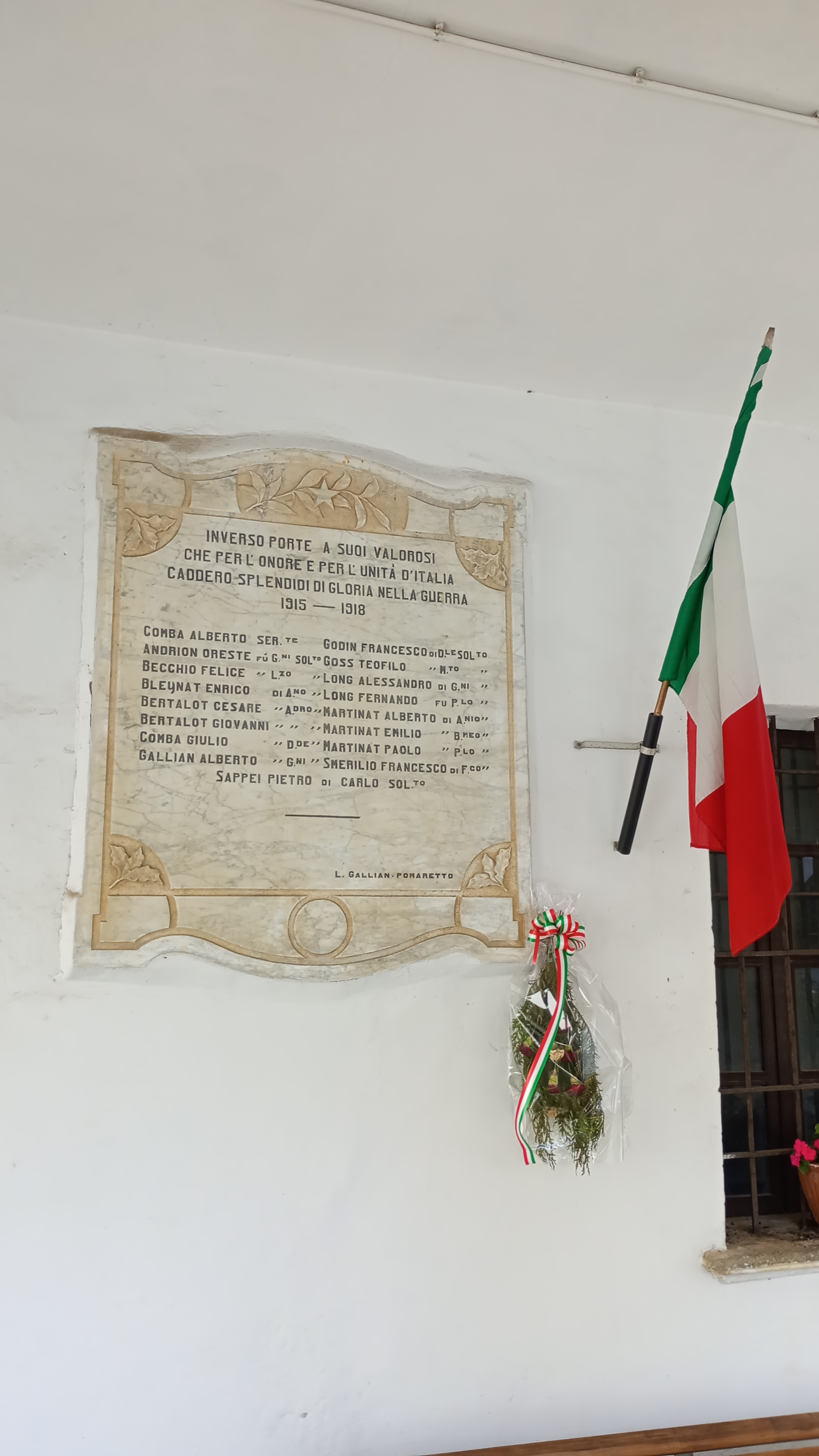
Lapide ai caduti

Nella zona antistante all'attuale parrocchiale di San Carlo, a Turina, sono state rinvenute vestigia di frequentazione in epoca romana. Il comune di Inverso Porte venne istituito tra il 1640 e il 1650; in precedenza apparteneva al territorio di Porte. La chiesa di San Carlo Borromeo, costruita su progetto dell'architetto Buniva e che sostituì una preesistente chiesa di Santa Maria attestata fin dall'XI secolo, venne eretta a parrocchia il 7 marzo 1740. A volte il comune veniva denominato "Turina", e cioè con il nome del capoluogo. Il territorio era in buona parte coperto da boschi che davano i principali prodotti destinati alla vendita, ovvero legna da ardere e pali per vigneto. Attorno alla metà del XIX secolo contava 549 abitanti.
Il comune di Inverso Porte fu soppresso nel 1928 con il regio decreto n. 971 del 15 aprile 1928, e venne fuso assieme a San Germano Chisone e a Pramollo in un nuovo comune denominato Germano Chisone, in seguito ridenominato San Germano Chisone. Mentre Pramollo nel 1954 recuperò la propria autonomia, il territorio di Inverso Porte rimase parte di San germano Chisone.

## Galleria d'immagini

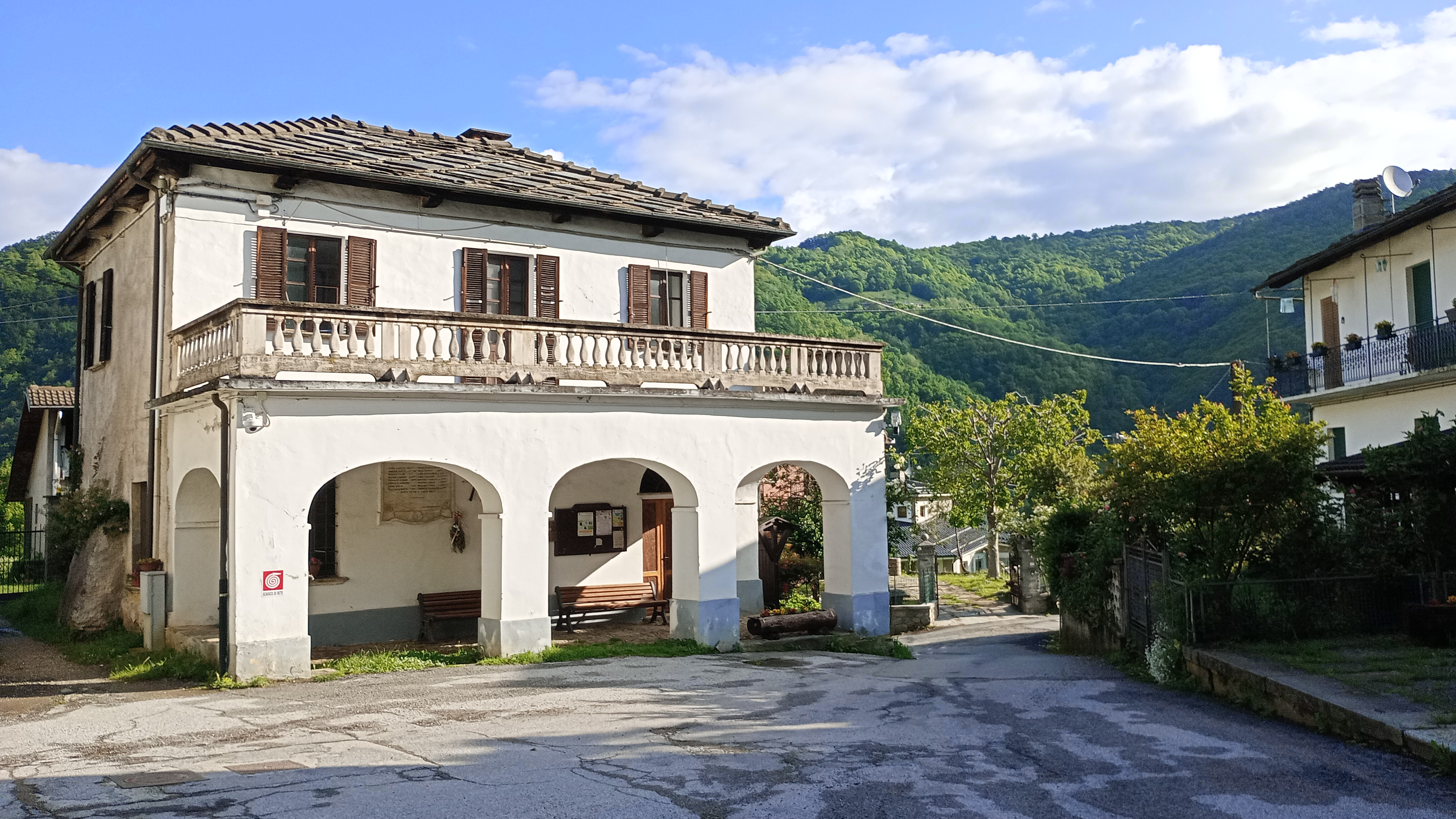
L'ex-municipio
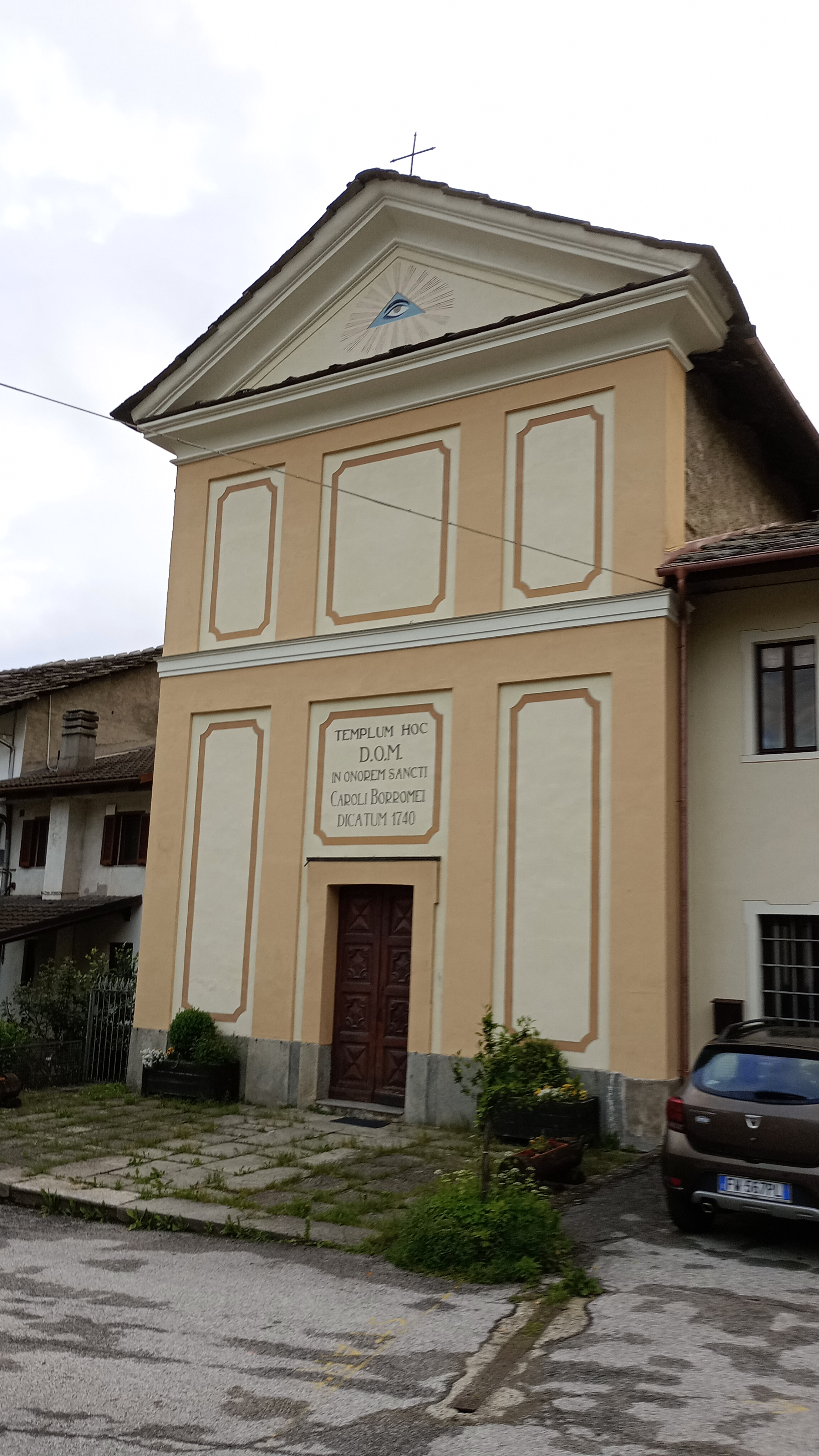
La parrocchiale di San Carlo
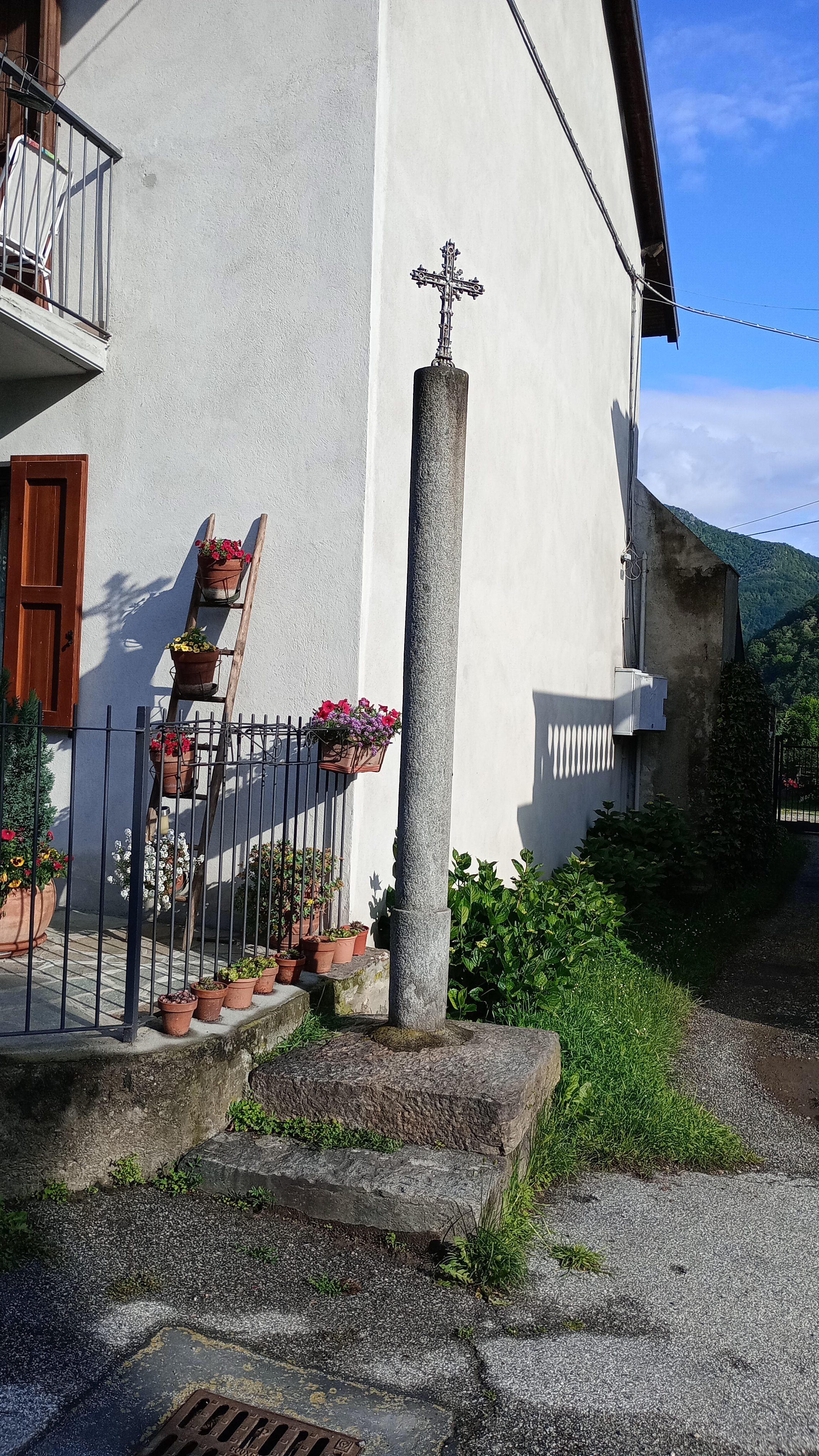
Croce commemorativa a Turina